# 丛丰裕
丛丰裕，男，辽宁大连人，现任大连理工大学电信学部生物医学工程学院教授、博士生导师。

## 个人资料
2002年于上海交通大学热能与动力工程专业本科毕业。2007年，上海交通大学机械设计与理论专业博士毕业。2007年起在芬兰于韦斯屈莱大学先后任职博士后、初级讲师、助理教授和副教授。2013年，在大连理工大学电信学部生物医学工程系任职教授、博士生导师。
具有能动学、机械学、数学、信息学等多学科学习背景，研究方向是面向认知神经科学的脑信号处理。